# EnVision
EnVision은 ESA가 2032년 발사하는 금성 탐사선이다. 목적은 금성의 표면을 고해상도로 모니터링하고, 금성 표면의 성질을 알아내는 것이다.

## 역사와 제작배경
2018년 5월, 처음으로 설계도가 제안되고 코스믹 비전에 제안되었다. 다른 후보는 스피카와 테세우스로, 2021년 최종 발탁되어 2032년 발사될 예정이다.

## 발사
2032년 아리안 6으로 발사할 예정이다.

## 지원, 개발, 투자
- ESA
- 탈레스 알레니아 스페이스

## 같이 보기
- 제24호 과학위성 아카츠키
- 마젤란 (우주선)